# Hyposoter rivalis
Hyposoter rivalis là một loài tò vò trong họ Ichneumonidae.